# Arkadiusz Dera
Arkadiusz Dera (ur. 1955 w Łodzi, zm. 28 stycznia 2019) – polski artysta kabaretowy; aktor, kompozytor i autor tekstów.

## Życiorys
Debiut artystyczny jako młodego poety miał miejsce na antenie Radia Kielce w 1974 za przyczyną ówczesnych czołowych kieleckich poetów: Józefa Grochowiny, Reny Marciniak, Adama Ochwanowskiego.
W 1975 był współzałożycielem studenckiego kabaretu Pająk działającego na Wyższej Szkole Pedagogicznej w Kielcach, w którym debiutował między innymi późniejszy laureat krakowskiego festiwalu piosenki studenckiej Andrzej Poniedzielski. Kabaret brał udział w FAMIE w 1977 gdzie zdobył wyróżnienie.
W latach 1977–1981 pracując równolegle jako górnik dołowy na kopalni KWK Jankowice w Rybniku (nocna zmiana), w dzień współpracował w Estradzie Śląskiej z Kabaretem SSAK. Został wtedy laureatem ogólnopolskiego festiwalu studenckiego w Zakopanem Złote rogi kozicy.
Od 1982 do 1984 aktor telewizyjnych i estradowych, krakowskich Spotkań z balladą.
W 1986 przyjęty do Związku Polskich Autorów i Kompozytorów Rozrywkowych (w komisji oceniającej teksty: Jonasz Kofta, Wojciech Młynarski). Od 1988 do 1990 piastował stanowisko prezesa tego związku w ówczesnych województwach, katowickim, opolskim, częstochowskim, bielsko-bialskim.
Od 1986 jest członkiem rzeczywistym ZAIKS.
W latach 1987 do 1988 współautor wraz z kabaretem Długi cotygodniowego magazynu Zakręt na antenie TV-Katowice.
Równocześnie stała współpraca autorska i wykonawcza z III programem Polskiego Radia w magazynie Zespołu Adwokackiego Dyskrecja.
1989-1990 emigracja w Wiedniu (praca na zmywaku w knajpie). W 1992 dzięki współpracy z gwiazdą dziennikarstwa śląskiego Edwardem Kozakiem stworzył postać popularnego „sąsiada” w programie „Video-Piraci” – popularnym wtedy programie na Śląsku nadawanym przez pierwszą prywatną telewizję TV RONDO. Był szefem artystycznym tej telewizji rozwiązanej z niejasnych powodów politycznych w 1994 roku.
Od 1991 do 1999 był współautorem i aktorem kabaretu Pigwa Show. W 2000 roku był współautorem łódzkiego kabaretu Ucho wraz ze Stanisławem Bożykiem i Jerzym Filarem.
Od 2001 założyciel popularnego na Śląsku kabaretu Derkacz (działającego do teraz), z którym również wielokrotne wyjeżdżał do USA i Niemiec. W roku 2002 podjął kilkumiesięczną sceniczną współpracę jako gość kabaretu Cezarego Pazury.
W 2003 wziął udział w TOPtrendy Sopot (realizowany przez TV Polsat) i znalazł się wśród 15 najlepszych wtedy kabaretów i satyryków w kraju.

## Twórczość
Autor wielu śląskich przebojów emitowanych przez miejscowe media (Radio Piekary, Radio Vanessa), ale również ogólnopolską TVSilesia. Wśród nich znajdują się między innymi: „Hanys geschmack”, „Erich i frela” czy „Naszo śląsko wyliczanka”.
Popełnił on również pastisz „Jozina z bażin” pod tytułem „Kaczor z bagien”.

## Ostatnie lata
Aktualnie do kabaretu dołączyło wielu młodych ludzi (studenci śląskich uczelni) w tym znakomity kabareciarz i muzyk Grzegorz Stochmal.
Arkadiusz Dera zagrał również w kilku filmach Klubu Filmu Niezależnego.
W roku 2008 rozpoczął współpracę z Telewizją TELKAB w Rybniku. Wspólnie z jej właścicielem (Andrzej Kaczmarczyk) zrealizowali teledyski do swoich piosenek oraz wydali dwie płyty DVD: „Gala humoru i piosenki po Śląsku” oraz „Kabaret DERKACZ i jego Goście”. Prawie wszystkie teledyski i scenki kabaretowe emitowane były w Telewizji SILESIA oraz VECTRA.

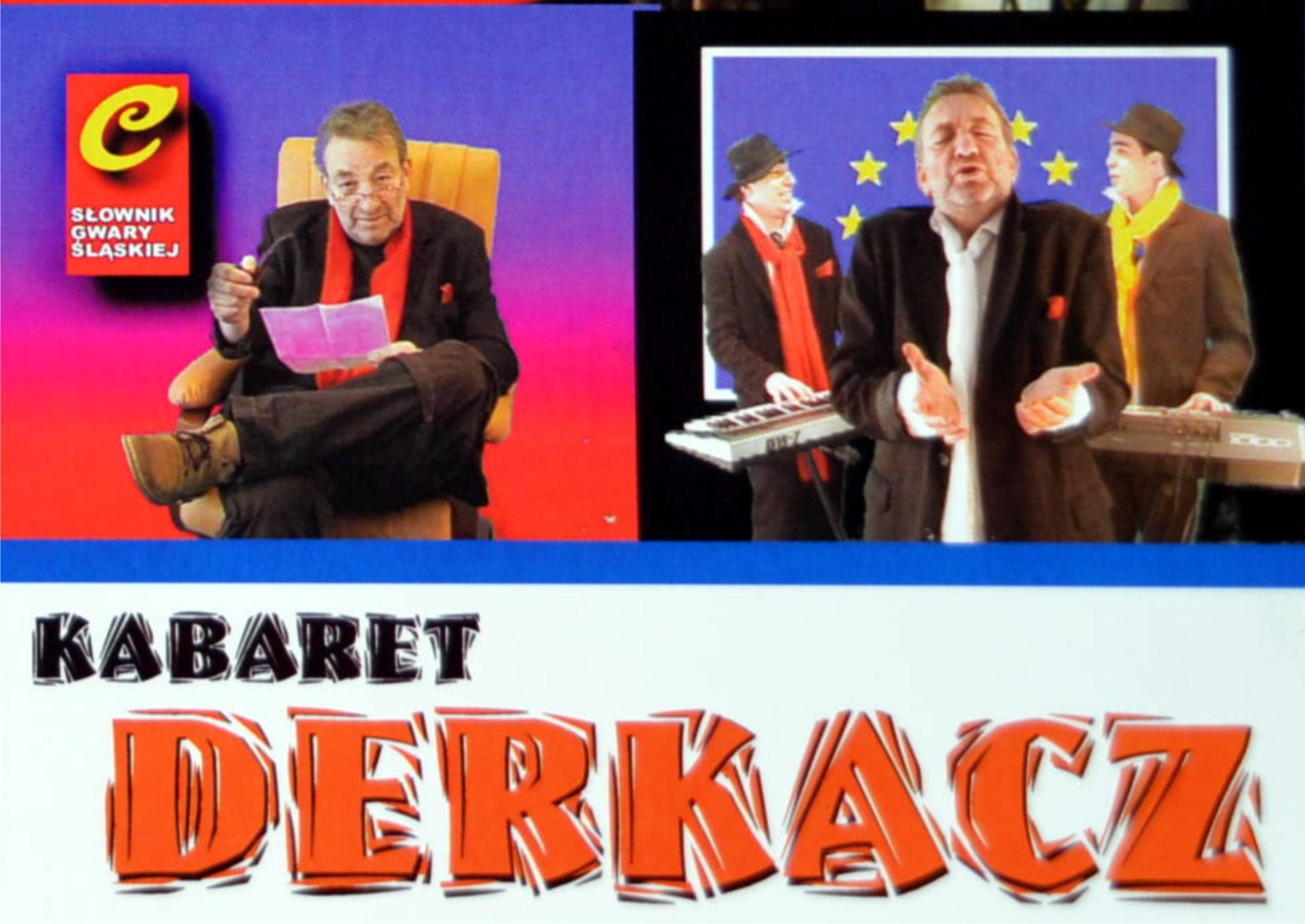
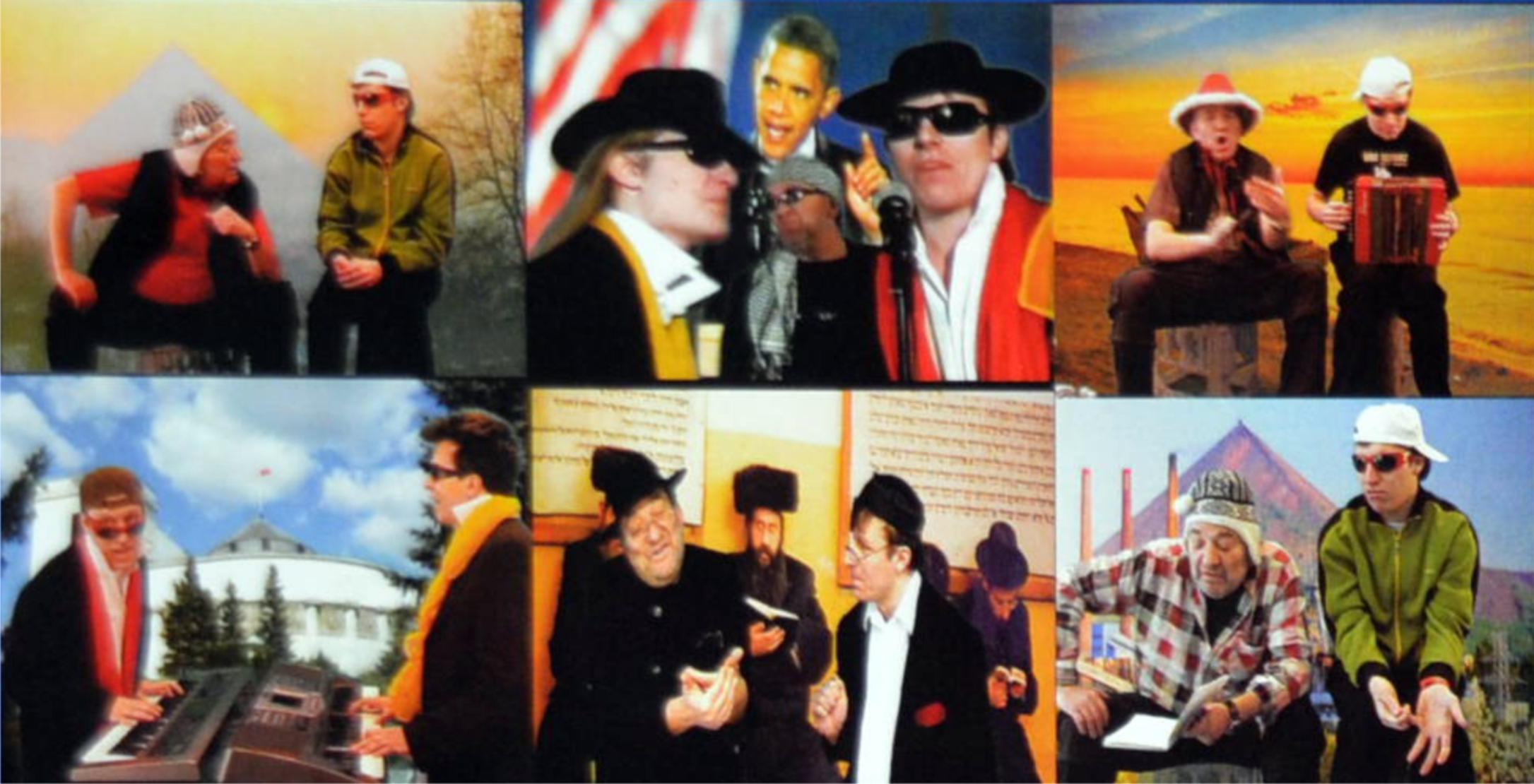